# Sian Welch
Pour les articles homonymes, voir Welch.
Sian Welch, née le 14 juin 1966 à Encinitas dans le comté de San Diego en Californie, est une triathlète professionnelle américaine, championne des États-Unis en 1997 et vainqueur sur triathlon Ironman.

## Palmarès
Le tableau présente les résultats les plus significatifs (podium) obtenus sur le circuit national et international de triathlon depuis 1994.
| Année | Compétition                        | Pays       | Position           | Temps           |
| ----- | ---------------------------------- | ---------- | ------------------ | --------------- |
| 2000  | Ironman Australie                  | Australie  | Médaille d'argent  | 9 h 26 min 3 s  |
| 1998  | Ironman Australie                  | Australie  | Médaille d'or      | 9 h 15 min 9 s  |
| 1997  | Championnat des États-Unis         | États-Unis | Médaille d'or      | 2 h 4 min 22 s  |
| 1997  | Mrs. T’s Triathlon                 | États-Unis | Médaille d'argent  | 2 h 2 min 14 s  |
| 1996  | Championnat des États-Unis         | États-Unis | Médaille de bronze | 2 h 4 min 0 s   |
| 1996  | Championnat du monde Xterra - Maui | États-Unis | Médaille de bronze | 3 h 20 min 55 s |
| 1994  | Escape from Alcatraz               | États-Unis | Médaille d'or      | Timing          |